# KGC Ginseng Corporation Pro Volleyball Club 2015-2016
Questa voce raccoglie le informazioni riguardanti il KGC Ginseng Corporation Pro Volleyball Club nella stagione 2015-2016.

## Organigramma societario
Area direttiva
- Presidente: Park Jeong-uk
- Direttore: Jo Seong-in

Area tecnica
- Primo allenatore: Lee Seong-Hui
- Secondo allenatore: Kim Tae-jong, An Tae-yeong

## Rosa
| N° | Nome           | Ruolo | Data di nascita  | Nazionalità sportiva |
| -- | -------------- | ----- | ---------------- | -------------------- |
| 1  | Hayley Spelman | O     | 11 giugno 1991   | Stati Uniti          |
| 3  | Lee Jae-eun    | P     | 11 marzo 1987    | Corea del Sud        |
| 4  | Han Soo-ji     | P     | 1º febbraio 1989 | Corea del Sud        |
| 5  | Kim Hae-ran    | L     | 16 marzo 1984    | Corea del Sud        |
| 6  | Jang Yeong-eun | C     | 30 ottobre 1993  | Corea del Sud        |
| 7  | Son A-yeong    | L     | 27 marzo 1995    | Corea del Sud        |
| 9  | Park Sang-mi   | L     | 27 aprile 1994   | Corea del Sud        |
| 10 | Choe Su-bin    | S     | 2 aprile 1994    | Corea del Sud        |
| 11 | Lee Yeon-ju    | S     | 1º marzo 1990    | Corea del Sud        |
| 12 | Baek Mon-hwa   | S     | 30 agosto 1989   | Corea del Sud        |
| 13 | Yu Mi-ra       | C     | 13 aprile 1988   | Corea del Sud        |
| 14 | Lee Ji-su      | C     | 14 febbraio 1997 | Corea del Sud        |
| 15 | Mun Myeong-hwa | C     | 4 settembre 1995 | Corea del Sud        |
| 16 | Park So-yeong  | S     | 9 gennaio 1997   | Corea del Sud        |
| 17 | Im Jae-hui     | C     | 29 aprile 1994   | Corea del Sud        |
| 18 | Kim Jin-hui    | O     | 22 marzo 1993    | Corea del Sud        |
| 19 | Jo Ye-jin      | P     | 2 dicembre 1993  | Corea del Sud        |

## Mercato
| Acquisti | Acquisti       | Acquisti            | Acquisti   |
| R.       | Nome           | da                  | Modalità   |
| -------- | -------------- | ------------------- | ---------- |
| O        | Hayley Spelman | Robur Tiboni Urbino | definitivo |
| L        | Kim Hae-ran    | Gyeongbuk Hi-Pass   | definitivo |
| O        | Kim Jin-hui    | Hyundai Hillstate   | definitivo |
| P        | Jo Ye-jin      | Hyundai Hillstate   | definitivo |
| C        | Lee Ji-su      | Namsung Girls' HS   | definitivo |
| S        | Park So-yeong  | Computer Science HS | definitivo |

| Cessioni | Cessioni       | Cessioni          | Cessioni   |
| R.       | Nome           | a                 | Modalità   |
| -------- | -------------- | ----------------- | ---------- |
| O        | Joyce da Silva | Bursa BB          | definitivo |
| C        | Lee Bo-ram     | -                 | ritirata   |
| L        | Lee In-hui     | -                 | ritirata   |
| P        | Kim Eun-yeong  | -                 | ritirata   |
| L        | Im Myeong-ok   | Gyeongbuk Hi-Pass | definitivo |

## Risultati

### V-League

#### Regular season

##### Primo round
| 14 ottobre 2015 Chungmu Cheyukgwan, Daejeon | KGC Ginseng     | 2 - 3 | Pink Spiders      | 30-28, 19-25, 25-13, 29-31, 13-15 |
| 20 ottobre 2015 Chungmu Cheyukgwan, Daejeon | KGC Ginseng     | 1 - 3 | IBK Altos         | 16-25, 25-27, 25-18, 13-25        |
| 27 ottobre 2015 Jangchung Cheyukgwan, Seul  | GS Caltex Seoul | 2 - 3 | KGC Ginseng       | 20-25, 16-25, 25-20, 25-13, 13-15 |
| 1 novembre 2015 Chungmu Cheyukgwan, Daejeon | KGC Ginseng     | 0 - 3 | Hyundai Hillstate | 11-25, 19-25, 22-25               |

##### Secondo round
| 4 novembre 2015 Chonghap Silnae Cheyukgwan, Hwaseong | IBK Altos         | 3 - 0 | KGC Ginseng       | 25-20, 25-9, 25-16               |
| 7 novembre 2015 Chungmu Cheyukgwan, Daejeon          | KGC Ginseng       | 2 - 3 | GS Caltex Seoul   | 23-25, 31-29, 25-20, 18-25, 7-15 |
| 11 novembre 2015 Suwon Cheyukgwan, Suwon             | Hyundai Hillstate | 3 - 0 | KGC Ginseng       | 25-19, 25-19, 25-20              |
| 18 novembre 2015 Chungmu Cheyukgwan, Daejeon         | KGC Ginseng       | 0 - 3 | Gyeongbuk Hi-Pass | 17-25, 23-25, 23-25              |
| 23 novembre 2015 Gyeyang Cheyukgwan, Incheon         | Pink Spiders      | 3 - 1 | KGC Ginseng       | 25-23, 25-15, 16-25, 25-14       |

##### Terzo round
| 29 novembre 2015 Chungmu Cheyukgwan, Daejeon          | KGC Ginseng       | 2 - 3 | Gyeongbuk Hi-Pass | 19-25, 25-20, 15-25, 25-23, 11-15 |
| 3 dicembre 2015 Jangchung Cheyukgwan, Seul            | GS Caltex Seoul   | 3 - 1 | KGC Ginseng       | 24-26, 25-23, 25-16, 25-22        |
| 7 dicembre 2015 Chungmu Cheyukgwan, Daejeon           | KGC Ginseng       | 1 - 3 | Pink Spiders      | 25-23, 18-25, 25-27, 21-25        |
| 12 dicembre 2015 Suwon Cheyukgwan, Suwon              | Hyundai Hillstate | 3 - 0 | KGC Ginseng       | 25-21, 39-37, 25-17               |
| 16 dicembre 2015 Chonghap Silnae Cheyukgwan, Hwaseong | IBK Altos         | 3 - 0 | KGC Ginseng       | 25-20, 25-18, 25-20               |
| 22 dicembre 2015 Gimcheon Silnae Cheyukgwan, Gimcheon | Gyeongbuk Hi-Pass | 2 - 3 | KGC Ginseng       | 16-25, 25-18, 25-21, 14-25, 10-15 |

##### Quarto round
| 29 dicembre 2015 Chungmu Cheyukgwan, Daejeon        | KGC Ginseng       | 0 - 3 | Hyundai Hillstate | 17-25, 14-25, 11-25              |
| 1 gennaio 2016 Gimcheon Silnae Cheyukgwan, Gimcheon | Gyeongbuk Hi-Pass | 3 - 1 | KGC Ginseng       | 25-11, 25-16, 21-25, 25-22       |
| 3 gennaio 2016 Gyeyang Cheyukgwan, Incheon          | Pink Spiders      | 3 - 2 | KGC Ginseng       | 28-26, 25-27, 11-25, 26-24, 15-4 |
| 9 gennaio 2016 Chungmu Cheyukgwan, Daejeon          | KGC Ginseng       | 0 - 3 | IBK Altos         | 19-25, 19-25, 21-25              |
| 13 gennaio 2016 Chungmu Cheyukgwan, Daejeon         | KGC Ginseng       | 3 - 1 | GS Caltex Seoul   | 25-23, 30-28, 23-25, 25-19       |

##### Quinto round
| 21 gennaio 2016 Chonghap Silnae Cheyukgwan, Hwaseong | IBK Altos         | 3 - 0 | KGC Ginseng       | 25-16, 25-12, 25-22               |
| 28 gennaio 2016 Gimcheon Silnae Cheyukgwan, Gimcheon | Gyeongbuk Hi-Pass | 0 - 3 | KGC Ginseng       | 14-25, 22-25, 23-25               |
| 1 febbraio 2016 Chungmu Cheyukgwan, Daejeon          | KGC Ginseng       | 3 - 2 | Hyundai Hillstate | 30-28, 13-25, 12-25, 25-19, 15-12 |
| 3 febbraio 2016 Chungmu Cheyukgwan, Daejeon          | KGC Ginseng       | 2 - 3 | Pink Spiders      | 21-25, 25-21, 25-22, 17-25, 9-15  |
| 6 febbraio 2016 Chungmu Cheyukgwan, Daejeon          | KGC Ginseng       | 0 - 3 | GS Caltex Seoul   | 13-25, 10-25, 17-25               |

##### Sesto round
| 16 febbraio 2016 Chungmu Cheyukgwan, Daejeon | KGC Ginseng       | 3 - 2 | Gyeongbuk Hi-Pass | 25-27, 25-17, 25-21, 23-25, 15-11 |
| 20 febbraio 2016 Gyeyang Cheyukgwan, Incheon | Pink Spiders      | 0 - 3 | KGC Ginseng       | 15-25, 19-25, 22-25               |
| 23 febbraio 2016 Suwon Cheyukgwan, Suwon     | Hyundai Hillstate | 3 - 0 | KGC Ginseng       | 25-18, 25-18, 25-17               |
| 28 febbraio 2016 Jangchung Cheyukgwan, Seul  | GS Caltex Seoul   | 3 - 1 | KGC Ginseng       | 25-15, 22-25, 25-19, 25-13        |
| 2 marzo 2016 Chungmu Cheyukgwan, Daejeon     | KGC Ginseng       | 0 - 3 | IBK Altos         | 21-25, 23-25, 17-25               |

### Coppa KOVO

#### Fase a gironi
| 2ª giornata - 13 luglio 2015 Cheongju Cheyukgwan, Cheongju | Gyeongbuk Hi-Pass | 1 - 3 | KGC Ginseng       | 25-15, 23-25, 22-25, 17-25 |
| 3ª giornata - 15 luglio 2015 Cheongju Cheyukgwan, Cheongju | KGC Ginseng       | 1 - 3 | Hyundai Hillstate | 25-22, 14-25, 14-25, 22-25 |
| Semifinale - 18 luglio 2015 Cheongju Cheyukgwan, Cheongju  | IBK Altos         | 3 - 0 | KGC Ginseng       | 25-12, 25-17, 25-16        |

## Statistiche

### Statistiche di squadra
| Competizione | Punti | In casa | In casa | In casa | In trasferta | In trasferta | In trasferta | Totale | Totale | Totale |
| Competizione | Punti | G       | V       | P       | G            | V            | P            | G      | V      | P      |
| ------------ | ----- | ------- | ------- | ------- | ------------ | ------------ | ------------ | ------ | ------ | ------ |
| V-League     | 22    | 15      | 3       | 12      | 15           | 4            | 11           | 30     | 7      | 23     |
| Coppa KOVO   | -     | -       | -       | -       | -            | -            | -            | 3      | 1      | 2      |
| Totale       | -     | 15      | 3       | 12      | 15           | 4            | 11           | 33     | 8      | 25     |

G = partite giocate; V = partite vinte; P = partite perse

### Statistiche dei giocatori
| Giocatore  | Campionato | Campionato | Campionato | Campionato | Campionato | Coppa KOVO | Coppa KOVO | Coppa KOVO | Coppa KOVO | Coppa KOVO | Totale | Totale | Totale | Totale | Totale |
| Giocatore  | P          | PT         | AV         | MV         | BV         | P          | PT         | AV         | MV         | BV         | P      | PT     | AV     | MV     | BV     |
| ---------- | ---------- | ---------- | ---------- | ---------- | ---------- | ---------- | ---------- | ---------- | ---------- | ---------- | ------ | ------ | ------ | ------ | ------ |
| Baek M.h.  | 30         | 307        | 252        | 27         | 28         | 3          | 33         | 27         | 2          | 4          | 33     | 340    | 279    | 29     | 32     |
| Choe S.b.  | 29         | 3          | 1          | 1          | 1          | 3          | 1          | 1          | 0          | 0          | 32     | 4      | 2      | 1      | 1      |
| Han S.j.   | 30         | 81         | 36         | 44         | 1          | 3          | 4          | 1          | 3          | 0          | 33     | 85     | 37     | 47     | 0      |
| Im J.h.    | 0          | 0          | 0          | 0          | 0          | 0          | 0          | 0          | 0          | 0          | 0      | 0      | 0      | 0      | 0      |
| Jang Y.e.  | 30         | 91         | 58         | 23         | 10         | 3          | 10         | 8          | 0          | 2          | 33     | 101    | 66     | 23     | 12     |
| Jo Y.j.    | 6          | 1          | 1          | 0          | 0          | -          | -          | -          | -          | -          | 6      | 1      | 1      | 0      | 0      |
| Kim H.r.   | 29         | 0          | 0          | 0          | 0          | 0          | 0          | 0          | 0          | 0          | 29     | 0      | 0      | 0      | 0      |
| Kim J.h.   | 21         | 63         | 52         | 5          | 6          | 2          | 16         | 14         | 1          | 1          | 23     | 79     | 66     | 6      | 7      |
| Lee J.e.   | 9          | 10         | 4          | 1          | 5          | 2          | 3          | 1          | 1          | 1          | 11     | 13     | 5      | 2      | 6      |
| Lee J.s.   | 8          | 2          | 0          | 1          | 1          | -          | -          | -          | -          | -          | 8      | 2      | 0      | 1      | 1      |
| Lee Y.j.   | 29         | 254        | 219        | 14         | 21         | 3          | 28         | 23         | 2          | 3          | 32     | 282    | 242    | 16     | 24     |
| Mun M.h.   | 30         | 121        | 54         | 59         | 8          | 3          | 11         | 5          | 4          | 2          | 33     | 132    | 59     | 63     | 10     |
| Park S.m.  | 30         | 6          | 0          | 0          | 6          | 2          | 1          | 0          | 0          | 1          | 32     | 7      | 0      | 0      | 7      |
| Park S.y.  | 1          | 1          | 1          | 0          | 0          | -          | -          | -          | -          | -          | 1      | 1      | 1      | 0      | 0      |
| Son A.y.   | 16         | 4          | 0          | 0          | 4          | 3          | 0          | 0          | 0          | 0          | 19     | 4      | 0      | 0      | 4      |
| H. Spelman | 27         | 776        | 713        | 41         | 22         | -          | -          | -          | -          | -          | 27     | 776    | 713    | 41     | 22     |
| Yu M.r.    | -          | -          | -          | -          | -          | 3          | 19         | 10         | 5          | 4          | 3      | 19     | 10     | 5      | 4      |

P = presenze; PT = punti totali; AV = attacchi vincenti; MV = muri vincenti; BV = battute vincenti